# Magda Ádám
Magda Ádám (n. 15 octombrie 1925, Turie Remety, Cehoslovacia – d. 27 ianuarie 2017, Budapesta, Ungaria) a fost o scriitoare maghiară, istoric și filolog.